# Блюм, Фёдор Кондратьевич
Фёдор Кондратьевич Блюм (Блум, также Фридрих Блюм, Фёдор Яковлевич Блюм, нем. Friedrich Blum; ок. 1785 — не ранее 1825) — русский ботаник-флорист и собиратель растений.

## Биография
Родился около 1785 года в Гёттингене (по другим данным — предположительно, в Ганновере).
В 1812 году — в Астрахани, намеревался совершить экспедицию в Персию, однако был заподозрен в пропаганде католицизма и арестован.
С 1813 по 1815 год учился в Дерптском университете (ныне — Тартуский университет), доктор медицины.
Названия, данные растениям Блюмом в гербарии, были впоследствии переняты Карлом фон Ледебуром, подготовившем монографию русской флоры Flora Rossica (1842—1853). Также на образцах, собранных под Астраханью Блюмом, основана статья Лудольфа Кристиана Тревирануса Observationes circa plantas orientis cum descriptionibus novarum aliquot specierum («Наблюдения о растениях востока с описаниями нескольких новых видов», 1816).
С 1817 года — вновь в Астрахани, с 1821 по 1825 годы — главный медицинский чиновник карантинной конторы.
Блюм был действительным членом Московского общества испытателей природы.